# كيث كيندال
كيث كيندال (بالإنجليزية: Keith Kendall)‏ (16 مارس 1929 بملبورن في أستراليا - ) هو لاعب كريكت أسترالي. لعب مع فريق فكتوريا للكريكت.

## وصلات خارجية
- كيث كيندال على موقع إي آس بي آن كريك إنفو (الإنجليزية)